# Elecciones generales de las Islas Caimán de 1992
Elecciones generales tuvieron lugar en las Islas Caimán el 19 de noviembre de 1992. El resultado fue una victoria para el National Team, el cual ganó doce de los quince escaños en la Asamblea Legislativa.

## Resultados
Tres de los cuatro miembros del Consejo Ejecutivo se postularon para la reelección, mientras que el restante se retiró de la política antes de las elecciones, pero los tres perdieron sus escaños.
| Partido                                                            | Votos  | %     | Escaños | +/–   |
| ------------------------------------------------------------------ | ------ | ----- | ------- | ----- |
| National Team                                                      |        |       | 12      | Nuevo |
| Independientes                                                     |        |       | 3       | –     |
| Votos en blanco/nulos                                              |        | –     | –       | –     |
| Total                                                              | 8 896  | 100   | 15      | +3    |
| Electores registrados/participación                                | 10 196 | 87,24 | –       | –     |
| Fuente: South America, Central America and the Caribbean 2002, ESO |        |       |         |       |